# 창수초등학교 오촌분교

창수초등학교 오촌분교는 경상북도 영덕군 창수면 오촌리 244-1에 있었던 분교이다.

## 학교 연혁
- 1957년 4월 1일 인천국민학교 오촌분교장 인가
- 1961년 4월 14일 오촌국민학교 개교
- 1993년 2월 18일 제33회 졸업식(총 1460명)
- 1993년 3월 1일 창수국민학교 분교장 격하 편입
- 1996년 3월 1일 창수초등학교 오촌분교 개편
- 1998년 3월 1일 본교로 통폐합